# Alexander Hess
Alexander Hess (4. května 1898 Karlova Huť – 10. srpna 1981 Brooksville) byl československý vojenský letec a důstojník československé armády a letectva, známý především svým velením 310. československé stíhací peruti Royal Air Force v době bitvy o Británii.

## Život
Po složení maturitní zkoušky v roce 1916 byl odveden do rakousko-uherské armády a v postavení jednoročního dobrovolníka a později kadeta u c. a k. pěších pluků č. 88 a 102 prodělal ve funkci velitele čety boje na ruské a italské frontě. Utrpěl několik zranění a v září 1918 byl povýšen do hodnosti poručíka a přeložen k týlovému praporu 102. pěšího pluku ve štýrském městě Hartberg. Po skončení první světové války a návratu do vlasti se přihlásil k další činné službě v československé armádě, kde nastoupil službu u pěšího pluku č. 48 v Benešově. Již 31. 12. 1918 byl demobilizován a začal studovat strojnictví na ČVUT v Praze, 30. června 1919 však byl povolán k další službě v armádě, a do dubna roku 1920 sloužil u pěšího pluku č. 17, nejprve v Jindřichově Hradci a později v Žilině.
Prvního května 1920 se dobrovolně přihlásil k letectvu. Nejprve prošel kurzem leteckých pozorovatelů ve Vzduchoplaveckém učilišti v Chebu, a po povýšení na nadporučíka letectva byl převelen k letecké rotě 1 leteckého pluku č. 2 dislokované v Olomouci. V roce 1924 absolvoval pilotní výcvik následovaný kurzem pro piloty stíhacích letounů, načež nastoupil k 33. stíhací letce leteckého pluku č. 2. Od ní byl v září 1924 přeložen k 2. pozorovací letce leteckého pluku č. 1, dislokované na letišti Praha-Kbely. Již 31. ledna 1925 byl jmenován velitelem 32. stíhací letky a následovalo několik dalších umístění ve funkci velitele letky. Krátce také, již v hodnosti kapitána, působil u detašmánu československých letadel v Boce Kotorské v Království SHS, vybaveného plovákovými letouny určenými k vlekání terčů pro výcvik protiletadlového dělostřelectva. Mezi lety 1934 a 1937 působil jako výcvikový referent v hodnosti štábního kapitána na III. (leteckém) odboru MNO a v roce 1936 absolvoval studijní stáž u letectva Francie. Byl povýšen na majora a po absolvování kurzu pro velitele oddílů a vojskových těles přeložen k leteckému pluku č. 4 jako velitel peruti.
Veřejnou známost v meziválečném období mu zjednalo i působení v oblasti sportovního letectví, zahájené již jeho účastí na IV. ročníku Rychlostního závodu o cenu prezidenta republiky v roce 1926, v jehož kategorii „C“ zvítězil s letounem Aero A-11. Téhož roku ztvárnil také hlavního hrdinu v československém leteckém filmu „Slavia L-BROX aneb Románek letcův“ – v titulcích byl uveden jako „Saša Hess“. Film byl uveden do kin roku 1927.
Ve 30. letech se národní reprezentační družstva pod jeho vedením úspěšně zúčastnila letecké soutěže uspořádané u příležitosti XI. olympijských her roku 1936 v Berlíně a roku 1937 IV. ročníku Mezinárodního leteckého meetingu v Curychu.
V době mnichovské krize a československé mobilizace na podzim 1938 byl velitelem polní stíhací peruti III/4, složené ze stíhacích letek č. 46, 47 a 48 a vybavené Aviemi B-534.
Po německé okupaci českých zemí se nesmířil se vzniklou situací. Při nuceném rozpouštění své jednotky, dislokované tehdy na letišti v Pardubicích, vyzval její mužstvo a důstojníky k zapojení do odboje, a v lednu 1940 unikl z tzv. Protektorátu do exilu. Ve Francii, kam dospěl 21. února 1940, působil od půli dubna na základně letectva v Chartres, kde probíhal výcvik československých stíhačů na francouzských strojích. Po zahájení německého útoku na západní frontě se podílel na vzdušné obraně této základny jako příslušník lokální Escadrille légere de défense Chartres. Vzhledem k překotnému vývoji situace se již nedostal k prvoliniové jednotce. Po kolapsu francouzského odporu se, spolu se skupinou dalších československých letců, mezi 19. a 23. červnem 1940 přesunul z Bordeaux do Falmouthu v Cornwallu na palubě lodi Arry Scheffer.
Ve Spojeném království se tato skupina stala základem pro vznik 310. (československé) perutě Royal Air Force a jejm prvním československým velitelem se 12. července 1940 stal Alexander Hess, v hodnosti Squadron Leader (S/Ldr). Jeho tehdejší věk (42 let) značně převyšoval obvyklou hranici pro aktivní stíhací piloty. 310. peruť byla vybavená stroji Hawker Hurricane Mk.I a operovala ze základny RAF Duxford. V jejím čele se Hess od 26. srpna 1940 účastnil bitvy o Británii. Během bitvy mu byly dva nepřátelské letouny přiznány jako sestřelené a jeden jako poškozený, a ačkoliv byl sám 15. září sestřelen během velkého střetnutí mezi stíhači RAF a Luftwaffe nad Londýnem. Bez zranění se mi podařilo zachránit se padákem. Za své zásluhy a iniciativu v boji byl dekorován Československým válečným křížem a 27. října 1940 britským Záslužným leteckým křížem (DFC), kterým byl oceněn jako jeden ze dvou historicky prvých Čechoslováků.
Postavení velitele 310. peruti zastával do konce února 1941, kdy funkci velitele jednotky předal S/Ldr Františku Weberovi, a po povýšení na podplukovníka letectva začal od 1. března vykonávat funkci československého styčného důstojníka u velitelství Fighter Command v Bentley Priory nedaleko Stanmore. V této funkci byl povýšen do britských hodností Wing Commander a později Group Captain. Ke dni 1. ledna 1942 opustil Bentley Priory i Royal Air Force, a stal se československým leteckým atašé nejprve na ambasádě ve Washingtonu, a posléze mezi zářím 1945 a únorem 1946 zastával tutéž funkci v Ottawě. Již 7. března 1945 byl povýšen do hodnosti plukovníka letectva.

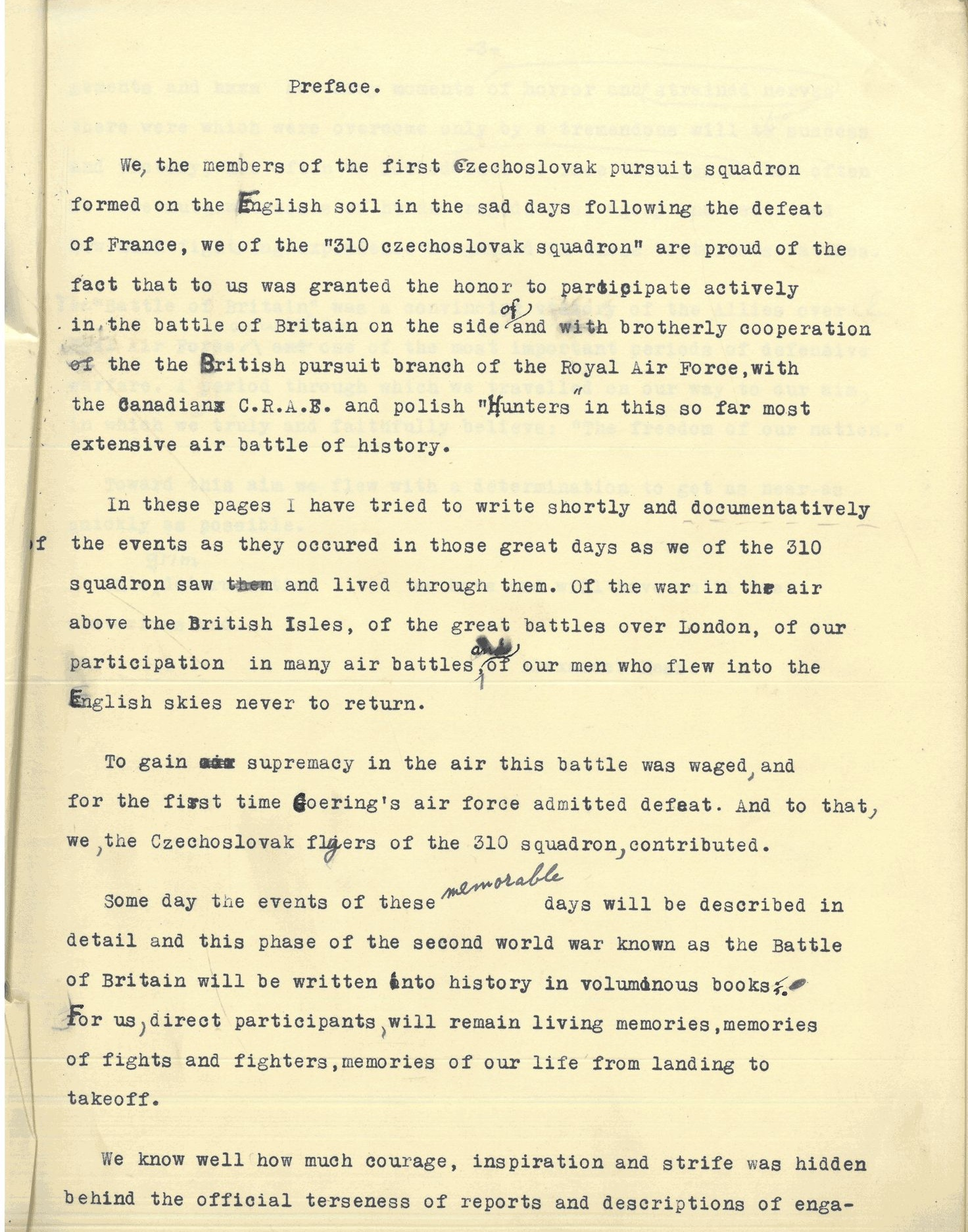
Vzpomínky Alexandra Hesse (SOkA Beroun)

Po návratu do Československa nejprve od května 1946 krátce působil na ministerstvu národní obrany jako přednosta „Studijní skupiny při velitelství letectva“. Jejím úkolem bylo shromažďování nejnovějších poznatků o vývoji letectva ve světě. Poté byl od 30. 11. 1946 jmenován velitelem letectva Vojenské oblasti 2 (v srpnu 1947 přejmenováno na II. letecký sbor) se stanovištěm velitelství v Českých Budějovicích. Po únorovém převratu byl již 27. února 1948 odeslán na dovolenou a k 1. červnu 1948 přeložen do výslužby.
V červnu 1948 odešel podruhé ilegálně do exilu a v roce 1949 se stal členem Rady svobodného Československa. Pracoval pak jako technický poradce společnosti Pan American World Airways na letištích La Guardia a Johna Fitzgeralda Kennedyho až do roku 1965, kdy odešel do důchodu. Zemřel v roce 1981 a pohřben je v československém oddělení Brookwoodského hřbitova u Londýna.
Po roce 1989 byl v Československu posmrtně rehabilitován a 10. září 1991 in memoriam povýšen do hodnosti generálmajora. V roce 2021 mu byl in memoriam propůjčen Řád Bílého lva vojenské skupiny I. třídy.